# Matilda (roman)
Pour les articles homonymes, voir Matilda.
Matilda (titre original : Matilda) est un roman pour l'enfance et la jeunesse de Roald Dahl et illustré par Quentin Blake.

## Récit

### Première partie
Le récit suit l'évolution de Matilda Verdebois, connue sous le nom de Matilda Wormwood dans la version originale anglaise. Dès son plus jeune âge, cette fillette démontre des aptitudes intellectuelles remarquables. À seulement deux ans, elle a déjà parcouru tous les livres et magazines disponibles chez elle. À quatre ans et demi, elle est familière avec de nombreux classiques de la littérature britannique, qu'elle emprunte régulièrement à la bibliothèque municipale. Curieusement, ses prouesses intellectuelles contrastent avec l'indifférence et la cruauté de ses parents. Son père, un escroc vendant des voitures trafiquées pour en tirer un meilleur prix et volées, et sa mère, obsédée par le loto, ne montrent aucun intérêt pour les talents de leur fille. L'insatisfaction de Matilda face à leur comportement irrespectueux l'amène à orchestrer des farces pour se venger. Elle dépose par exemple de la superglue sur le chapeau de son père avant qu'il ne l'enfile de sorte que le chapeau lui reste collé au crâne, verse de l'eau oxygénée dans sa lotion capillaire le rendant ainsi blond platine et cache un perroquet dans la cheminée du salon faisant croire à un fantôme.
L'histoire prend un tournant lors de l'entrée de Matilda à l'école primaire Lamy-Noir. Rapidement, son enseignante, Mlle Candy, reconnaît son génie en lecture et en mathématiques et propose de la faire monter de classe. Cependant, la directrice, Mlle Legourdin - Miss Trunchbull dans la version anglaise, refuse catégoriquement, la qualifiant de manipulatrice, une affirmation soutenue par les déclarations erronées du père de Matilda. Face à cette impasse, Mlle Candy trouve une solution en permettant à Matilda de travailler de manière indépendante dans un coin de la salle, tout en assurant l'attention aux autres élèves qui admirent leur enseignante.
L'histoire révèle également la cruauté sans limites de Mlle Legourdin, qui utilise les enfants pour s'entraîner au lancer de marteau. Elle dispose par ailleurs d'un placard nommé "l'étouffoir", hérissé de morceaux de verre et de clous, où elle enferme les élèves récalcitrants. Un exemple flagrant de sa méchanceté est l'humiliation publique de Bruce Bogtrotter, contraint de manger un immense gâteau au chocolat en entier, dans l'espoir de le voir tomber malade. Lorsqu'il réussit à le finir, Mlle Legourdin lui brise le plat en porcelaine sur la tête de dépit.

### Partie centrale du roman
Mlle Legourdin a aussi une tradition qui consiste à venir donner cours une fois par semaine dans chaque classe. Un jour où elle donne cours dans la classe des plus petits, Anémone - Lavender dans la version originale lui cache un triton dans son verre d'eau. Après avoir martyrisé les élèves pendant un moment, soulevé un enfant par les oreilles, un autre par les cheveux et avoir ordonné au dernier de se mettre au coin sur une jambe, Mlle Legourdin se sert un verre d'eau.
En découvrant le triton elle accuse à tort Matilda qui enrage de cette injustice. Matilda se découvre alors des pouvoirs extraordinaires : elle est douée de télékinésie ; elle peut en effet contrôler toutes sortes d'objets à distance rien qu'avec ses yeux. Folle de rage, la petite fille utilise son pouvoir et renverse le pichet contenant le triton, offrant ainsi une belle mais indétectable vengeance. Confiante mais également interloquée, la fillette en parle à Mlle Candy, qui, très curieuse, emmène Matilda chez elle pour en discuter.
La petite fille s'aperçoit alors que Mlle Candy est très pauvre. Celle-ci lui explique qu'après la mort mystérieuse de son père, elle a vécu avec sa tante, qui la traitait comme une bonne à rien, et qui lui demande, aujourd'hui encore, le remboursement des sommes qu'elle a dû consacrer à son enfance. Finalement, Mlle Candy avoue que cette tante n'est autre que Mlle Legourdin, la directrice.
Matilda trouve alors un plan pour se débarrasser de Mlle Legourdin et entraîne son pouvoir pour le mettre en œuvre : alors que cette dernière inspecte la classe de Mlle Candy, elle écrit au tableau un message grâce à ses pouvoirs. Se faisant passer pour le fantôme du père de Mlle Candy (Magnus), elle demande à Mlle Legourdin (Agatha) de rendre à Mlle Candy sa maison (occupée depuis la mort du père par Mlle Legourdin) et son salaire. À la vue de ce message, Mlle Legourdin s'évanouit. Le lendemain, Mlle Legourdin a disparu.

### Épilogue
Le testament du père de Mlle Candy est retrouvé, et il s'avère que celle-ci était en fait effectivement héritière du domaine de son père. D'autre part, Matilda est autorisée à passer en classe supérieure. Elle perd alors ses pouvoirs, ce que Mlle Candy explique par le fait que désormais, elle doit consacrer toute son énergie à suivre les cours, faits pour des enfants plus âgés qu'elle.
Cependant, la justice finit par rattraper M. Verdebois, le père de Matilda, qui revendait des voitures volées. Il décide de partir en Espagne, mais Matilda veut rester avec Mlle Candy. La famille, qui l'a toujours considérée « à peu près comme une croûte sur une plaie », accepte immédiatement. Seul son jeune frère se retourne vers elle avant de partir. Matilda et Mlle Candy sont heureuses car elles pourront être ensemble pour la vie.

## Rédaction du livre
Le premier brouillon de Dahl pour le roman représente le personnage de Matilda comme une fille méchante et irrationnelle (son nom étant tiré du poème « Matilda » d'Hilaire Belloc) qui torturait ses parents innocents et utilisait ses pouvoirs télékinésiques pour aider un professeur peu scrupuleux à gagner de l'argent aux courses de chevaux. Le biographe de Dahl, Jeremy Treglown, a parcouru les documents de l'auteur, y compris les brouillons du roman, et a noté que l'éditeur américain Stephen Roxburgh de Farrar, Straus & Giroux avait joué un rôle déterminant dans la reformation de l'histoire. C’est donc Roxburgh qui a eu l'idée de faire de Matilda une enfant innocente aimant les livres et aux pouvoirs se manifestant à la suite des abus qu'elle a subis. Roxburgh a également suggéré divers changements aux personnages principaux qui ont été incorporés dans le roman fini. Lorsque Dahl a décidé d'apporter le manuscrit à un autre éditeur, les deux hommes se sont disputés. La version éditée du manuscrit a été publiée par Puffin Books. Dahl a expliqué dans une interview qu'il s'était trompé au début et qu'il avait fallu plus d'un an pour réécrire le livre, bien qu'il ait omis de mentionner la contribution de Roxburgh,.

## Réception du livre
L’année après que le livre soit publié, il a reçu l’Award 1989 Red House Children’s Book. En 2000, le livre a reçu l’Award Blue Peter Book. En 2003, Matilda a été classé 74ème dans The Big Read, un sondage de la BBC auprès du public britannique sur les 200 meilleurs romans du tous les temps. En 2012, Matilda était classé 30ème sur la liste des 100 meilleurs livres pour enfant publié par School Library Journal, un magazine mensuel dédié au public américain. C’était le premier des quatre livres de Roald Dhal figurant dans le top 100, ce qui est un record pour un auteur. Le magazine Time a inclus Matilda dans la liste des « 100 meilleurs livres pour jeunes adultes de tout les temps ».Les ventes mondiales ont atteint 17 millions, et depuis 2016, les ventes ont tellement augmenté au point que Matilda se vent plus que tout ses autres oeuvres. En 2023, le livre était classé 10ème par BBC dans leur classement « Les 100 plus grand livres d’enfant de tous les temps » .

## Controverse
Roald Dahl prend le parti, dans certains de ses romans et en particulier dans Matilda, de s'adresser directement aux enfants, d'être de leur côté et de les opposer aux adultes souvent dépeints comme des personnes immorales. Pour l'universitaire Florence Casulli, les parents de Matilda sont décrits « comme ignorants et paresseux », son père est d'ailleurs dépeint comme un escroc, il finira d'ailleurs par fuir à l'étranger pour échapper à la police.

## Adaptations

### Au cinéma
- 1996 : Matilda de Danny DeVito[10]
- 2022 : Matilda (Roald Dahl's Matilda the Musical) de Matthew Warchus[11].

### En comédie musicale
- 2010 : Matilda the Musical, comédie musicale de Dennis Kelly[12]